# Anastelgis jaramilloi
Anastelgis jaramilloi là một loài tò vò trong họ Ichneumonidae.